# Cercanías Madrid
Cercanías Madrid es el servicio ferroviario explotado por Renfe Cercanías, división de Renfe Operadora, sobre una infraestructura de Adif, que comunica la ciudad de Madrid con su área metropolitana y las principales poblaciones de la Comunidad de Madrid y algunas cercanas de las provincias limítrofes. 
Su red se extiende por gran parte de la región, incluyendo además diversas localidades de provincias limítrofes con Madrid como Azuqueca y Guadalajara en la provincia de Guadalajara y la estación del Puerto de Cotos, ya en Segovia. Cercanías Madrid llega pues a la gran mayoría de la población de la Comunidad de Madrid.
La red, con una plantilla de unos 1300 empleados, cuenta con diez líneas en funcionamiento, discurriendo por 370 km de vías férreas, con 90 estaciones de las que más de 20 ofrecen correspondencia con el Metro de Madrid, dos con el Metro Ligero de Madrid y una de ellas con el Tranvía de Parla. La red conecta así con todas las líneas de metro y metro ligero, excepto las líneas L4, L11 y ML3. En días laborables hay unas 1.385 circulaciones diarias, pudiendo transportar un total de 880.000 viajeros.

## Historia
Véase: Historia de Cercanías Madrid

## Infraestructura

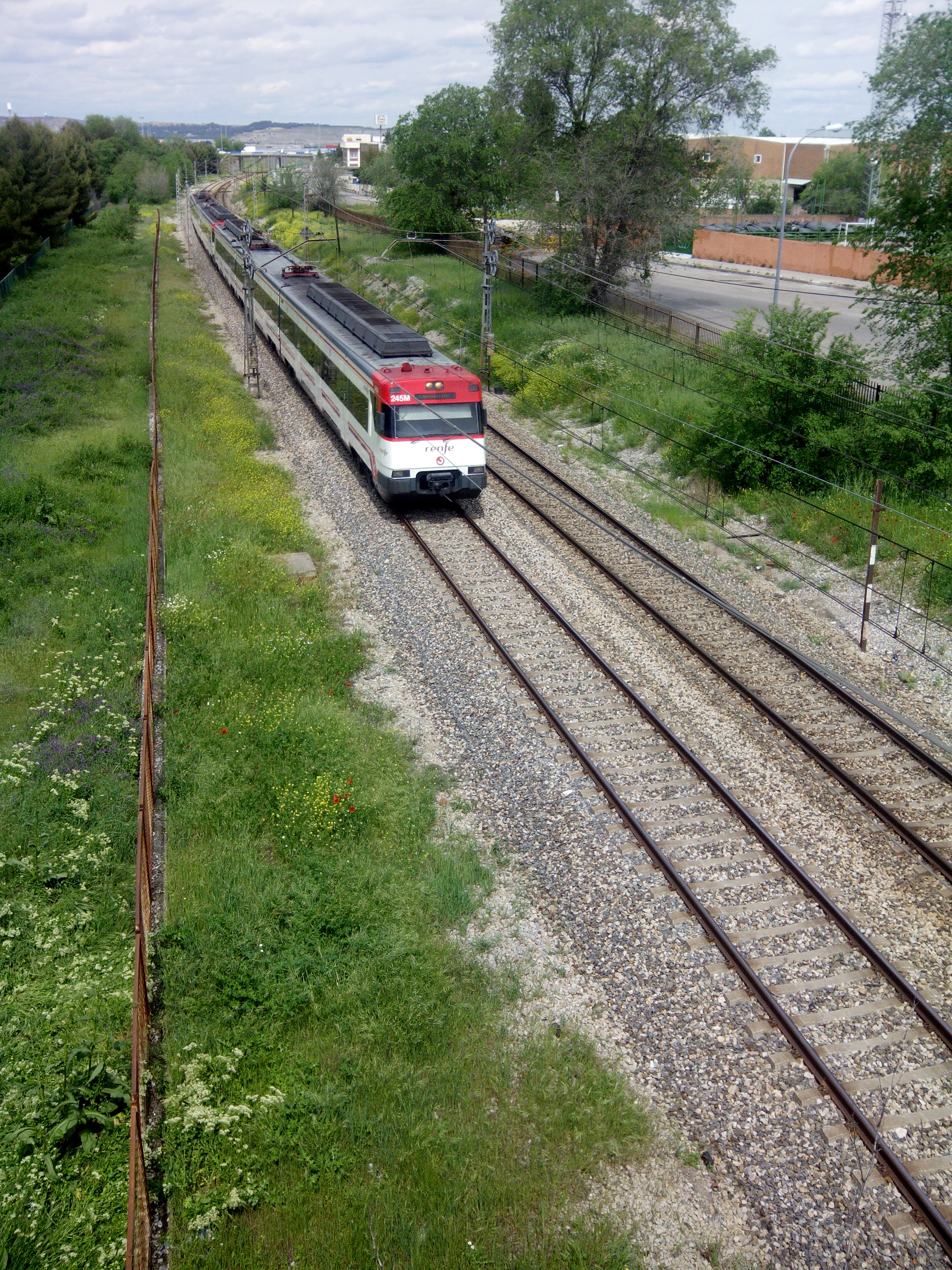
Línea C-2 que conecta Guadalajara con la Estación de Chamartín.

La totalidad de las líneas ferroviarias de la red están electrificadas, existiendo tramos en vía única (la línea C-9 y el tramo entre Villalba y Cercedilla de la línea C-8), vía cuádruple (Atocha-San Cristóbal Industrial y San Fernando-Alcalá de Henares) y vía doble (el resto de la red).
La principal estación es Atocha-Cercanías, por la que pasan todas las líneas, excepto la ya mencionada C-9 y la C-1. Otras estaciones de especial importancia son Nuevos Ministerios y Chamartín, que ofrecen correspondencia entre múltiples líneas de metro y todas las líneas de Cercanías excepto la C-5 y la C-9.
Esta red de cercanías utiliza las siguientes líneas de la red de Adif:
| Numeración Adif | Línea | Tramo perteneciente a la red de Cercanías Madrid                                                                      | Líneas que prestan servicio |
| --------------- | --- | --- | --------------------------- |
| 01-100          | Madrid-Chamartin Clara Campoamor - Irún - Frontera Francesa (Línea Imperial)                                                                                           | Madrid-Chamartín-Clara Campoamor - Pinar de las Rozas - Villalba - El Escorial - Santa María de la Alameda-Peguerinos |                             |
| 01-102          | Madrid-Chamartin Clara Campoamor - Burgos (Ferrocarril Directo Madrid-Burgos)                                                                                          | Madrid-Chamartín-Clara Campoamor - Cantoblanco Universidad - Colmenar Viejo                                           |                             |
| 01-104          | Alcobendas-San Sebastián Reyes - Universidad Cantoblanco | Cantoblanco Universidad - Alcobendas-San Sebastián de los Reyes                                                       |                             |
| 01-110          | Villalba de Guadarrama - Segovia | Villalba - Cercedilla                                                                                                 |                             |
| 01-116          | Cercedilla - Los Cotos (también llamado Ferrocarril del Guadarrama) | Cercedilla - Puerto de Navacerrada - Cotos                                                                            |                             |
| 01-910          | Madrid-Atocha Cercanias - Pinar de Las Rozas (incluye el Pasillo Verde Ferroviario)                                                                                    | Madrid-Atocha Cercanías - Delicias - Príncipe Pío - Pinar de las Rozas                                                |                             |
| 02-200          | Madrid-Chamartin Clara Campoamor - Barcelona-Estación de Francia | Madrid-Chamartín-Clara Campoamor - Fuente de la Mora - San Fernando - Alcalá de Henares - Guadalajara                 |                             |
| 02-908          | Hortaleza - Aeropuerto Barajas T4 | Fuente de la Mora (antigua Estación de Hortaleza) - Valdebebas - Aeropuerto T4                                        |                             |
| 02-930          | Madrid-Atocha Cercanías - San Fernando de Henares | Madrid-Atocha Cercanías - Asamblea de Madrid-Entrevías - Vallecas - San Fernando                                      |                             |
| 03-300          | Madrid-Chamartin Clara Campoamor - Valencia-Estación del Norte (incluye el Túnel de Atocha-Chamartín por Sol)                                                          | Madrid-Chamartín-Clara Campoamor - Sol - Madrid-Atocha Cercanías - Villaverde Bajo - Pinto - Aranjuez                 |                             |
| 03-900          | Madrid-Atocha Cercanías - Madrid-Chamartin Clara Campoamor (incluye el Túnel de Atocha-Chamartín por Recoletos)                                                        | Madrid-Atocha Cercanías - Recoletos - Madrid-Chamartín-Clara Campoamor                                                |                             |
| 05-500          | Madrid (Bifurcación Planetario) - Valencia de Alcántara | Bifurcación Planetario - Villaverde Bajo - Villaverde Alto - Fuenlabrada - Humanes                                    |                             |
| 05-920          | Móstoles-El Soto - Parla (antiguas Línea Móstoles-Parla ―heredera de la Línea Madrid-Almorox―, Variante Ferroviaria Atocha-Villaverde Alto y Línea Madrid-Ciudad Real) | Móstoles-El Soto - Aluche - Madrid-Atocha Cercanías - Méndez Álvaro - Villaverde Alto - Parla                         |                             |

Hasta abril de 2012 se utilizaba una línea ferroviaria de ancho ibérico de titularidad autonómica, la línea Pinto-San Martín de la Vega, clausurada por falta de viabilidad.

## Líneas y estaciones
| Línea | Recorrido                                          | km  | Estaciones | Frecuencias (min.) | Material Rodante | CIVIS                      |
| ----- | -------------------------------------------------- | --- | ---------- | ------------------ | ---------------- | -------------------------- |
|       | Aeropuerto T4 – Chamartín                          | 5   | 4          | 15                 | 465              |                            |
|       | Guadalajara – Chamartín                            | 65  | 19         | 30                 | 446/450/465      | Guadalajara – Chamartín () |
|       | Aranjuez – Chamartín                               | 56  | 13         | 15-30              | 465              | Aranjuez – Chamartín       |
|       | Parla – Alcobendas-San Sebastián de los Reyes      | 48  | 15         | 6-12               | 465              |                            |
|       | Parla – Colmenar Viejo                             | 48  | 15         | 6-12               | 465              |                            |
|       | Humanes / Fuenlabrada – Móstoles-El Soto           | 45  | 23         | 5-15               | 446              |                            |
|       | Príncipe Pío – Alcalá de Henares                   | 82  | 24         | 30                 | 446/450/465      |                            |
|       | Guadalajara – Santa María de la Alameda-Peguerinos | 137 | 33         | 30-60              | 446/450/465      | El Escorial - Chamartín    |
|       | Guadalajara – Cercedilla                           | 122 | 32         | 30-60              | 446/450/465      |                            |
|       | Cercedilla – Cotos                                 | 18  | 3          | 120                | 442              |                            |
|       | Villalba – Chamartín                               | 55  | 18         | 15-30              | 446/450/465      | Villalba – Chamartín       |

| Chamartín-Clara Campoamor – Aeropuerto T4                                  |
| Chamartín-Clara Campoamor • Fuente de la Mora • Valdebebas • Aeropuerto T4 |

| Guadalajara – Alcalá de Henares – Atocha – Chamartín-Clara Campoamor |
| Guadalajara • Azuqueca • Meco • Alcalá de Henares Universidad • Alcalá de Henares • La Garena • Soto del Henares • Torrejón de Ardoz • San Fernando • Coslada • Vicálvaro • Santa Eugenia • Vallecas • El Pozo • Asamblea de Madrid-Entrevías • Atocha • Recoletos • Nuevos Ministerios • Chamartín-Clara Campoamor |

| Aranjuez – Atocha – Sol – Chamartín-Clara Campoamor |
| Aranjuez • Ciempozuelos • Valdemoro • Pinto • Getafe Industrial • El Casar • San Cristóbal Industrial • San Cristóbal de los Ángeles • Villaverde Bajo • Atocha • Sol • Nuevos Ministerios • Chamartín-Clara Campoamor |

| Parla – Atocha – Sol – Chamartín-Clara Campoamor – Cantoblanco – Colmenar Viejo/Alcobendas-San Sebastián de los Reyes |
| Parla • Getafe Sector 3 • Getafe Centro • Las Margaritas Universidad • Villaverde Alto • Villaverde Bajo • Atocha • Sol • Nuevos Ministerios • Chamartín-Clara Campoamor • Fuencarral • Cantoblanco Universidad • Ramal de Alcobendas-San Sebastián de los Reyes (): Universidad P. Comillas • Valdelasfuentes • Alcobendas-San Sebastián de los Reyes Ramal de Colmenar Viejo (): El Goloso • Tres Cantos • Colmenar Viejo |

| Humanes – Fuenlabrada – Atocha – Móstoles-El Soto |
| Humanes • Fuenlabrada • La Serna • Parque Polvoranca • Leganés • Zarzaquemada • Villaverde Alto • Puente Alcocer • Orcasitas • Doce de Octubre • Méndez Álvaro • Atocha • Embajadores • Laguna • Aluche • Maestra Justa Freire-Polideportivo Aluche • Las Águilas • Cuatro Vientos • San José de Valderas • Alcorcón • Las Retamas • Móstoles • Móstoles-El Soto |

| Alcalá de Henares – Atocha – Chamartín-Clara Campoamor – Las Rozas – Príncipe Pío |
| Alcalá de Henares • La Garena • Soto del Henares • Torrejón de Ardoz • San Fernando • Coslada • Vicálvaro • Santa Eugenia • Vallecas • El Pozo • Asamblea de Madrid-Entrevías • Atocha • Recoletos • Nuevos Ministerios • Chamartín-Clara Campoamor • Ramón y Cajal • Mirasierra-Paco de Lucía • Pitis • Las Rozas • Majadahonda • El Barrial-Centro Comercial Pozuelo • Pozuelo • Aravaca • Príncipe Pío |

| Guadalajara – Alcalá de Henares – Atocha – Chamartín-Clara Campoamor – Villalba – Cercedilla / El Escorial - Santa María de la Alameda-Peguerinos |
| Guadalajara • Azuqueca • Meco • Alcalá de Henares Universidad • Alcalá de Henares • La Garena • Soto del Henares • Torrejón de Ardoz • San Fernando • Coslada • Vicálvaro • Santa Eugenia • Vallecas • El Pozo • Asamblea de Madrid-Entrevías • Atocha • Recoletos • Nuevos Ministerios • Chamartín-Clara Campoamor • Ramón y Cajal • Mirasierra-Paco de Lucía • Pitis • Pinar • Las Matas • Torrelodones • Galapagar-La Navata • Villalba • Ramal de El Escorial (): San Yago • Las Zorreras • El Escorial • Zarzalejo • Robledo de Chavela • Santa María de la Alameda-Peguerinos Ramal de Cercedilla (): Los Negrales • Alpedrete • Collado Mediano • Los Molinos • Cercedilla |

| Cercedilla – Cotos                         |
| Cercedilla • Puerto de Navacerrada • Cotos |

| Villalba – Príncipe Pío – Atocha – Recoletos – Chamartín-Clara Campoamor |
| Villalba • Galapagar-La Navata • Torrelodones • Las Matas • Pinar • Las Rozas • Majadahonda • El Barrial-Centro Comercial Pozuelo • Pozuelo • Aravaca • Príncipe Pío • Pirámides • Delicias • Méndez Álvaro • Atocha • Recoletos • Nuevos Ministerios • Chamartín-Clara Campoamor |

### Estaciones y líneas clausuradas
En los últimos años se han ido suprimiendo algunas estaciones y apeaderos por falta de demanda de viajeros:
- Se clausura el apeadero de Diputación en 1980. Existieron planes para su reapertura pero finalmente fue demolido en 2005. Se planea la construcción de una nueva estación en una ubicación próxima, denominada Puerta del Norte.[2]
- La línea C-6 Embajadores/Móstoles-El Soto se integró en la C-5 Atocha-Fuenlabrada en octubre de 1991.
- Se cierra el apeadero de Santa Catalina en 1991.
- Se clausuran los apeaderos de Los Peñascales y Collado Albo en 1994.
- Se clausura el apeadero de Pitis en 1996, volviendo a reabrir este último en 1999, con la llegada del metro.
- Seseña dejó de prestar servicio el día 11 de abril de 2007.
- El Tejar dejó de prestar servicio el día 1 de agosto de 2010.
- Los apeaderos de la Línea C-9 Cercedilla Pueblo, Las Heras, Camorritos, Siete Picos, Dos Castillas y Vaquerizas dejaron de prestar servicio en el verano de 2011.
- La línea C-8a Villalba/El Escorial se integró en la línea C-3 (posteriormente C-3a) en septiembre de 2011, aunque seguía representada en los planos por tres trenes en días laborables que unían Guadalajara y Santa María de la Alameda. Estos trenes fueron traspasados a la C-3 en 2015. Actualmente, a fecha de diciembre de 2023, se ha vuelto a la situación anterior, de modo que la C-3a deja de prestar servicio.
- Línea Pinto-San Martín de la Vega, comercializada en su momento como la línea C-3a, dejando sin servicio a las estaciones de Parque de Ocio y San Martín de la Vega, el día 4 de abril de 2012.

## Operación

### Horario
Los horarios de funcionamiento de los trenes de Cercanías de Madrid dependen de cada línea, aunque aproximadamente todas empiezan en un día laborable entre las 05:00 y las 05:30 y terminan sobre la medianoche. Un caso especial es el de la línea C-9, Cercedilla/Cotos, que por su carácter meramente turístico, funciona de 09:30 a 20:30 solamente.
La frecuencia de los trenes depende de la población de las ciudades que atraviesa cada línea, así como de la afluencia de viajeros. La sección central de la red (de Atocha a Chamartín, pasando por Sol o Recoletos y Nuevos Ministerios, en dos de los comúnmente denominados túneles de la risa), dispone de trenes de diversas líneas cada pocos minutos.

Las líneas con menos frecuencias son las de El Escorial y Cercedilla, con un tren a la hora en cada sentido, reduciéndose este intervalo en hora punta hasta la media hora. También hay servicios que salen fuera de los límites habituales de la red de Cercanías como los tres o cuatro trenes en laborables o dos en fines de semana a Ávila desde Aranjuez (los dos primeros trenes en laborables con salida de Ávila realizan el recorrido de CIVIS C-10 hasta Chamartín por Príncipe Pío en lugar de la habitual C-3a hasta Aranjuez), circulando siempre en composición simple de El Escorial a Ávila, por lo que si los viajeros que quieren viajar más allá de El Escorial viajan en el segundo tren deben hacer un pequeño transbordo. Los trenes a Segovia son tres de lunes a jueves, cuatro los viernes y cinco en fin de semana y parten de Cercedilla (excepto el primero en fin de semana en sentido Segovia teniendo como origen Guadalajara y el último en fin de semana en sentido Cercedilla que tiene destino Chamartín)

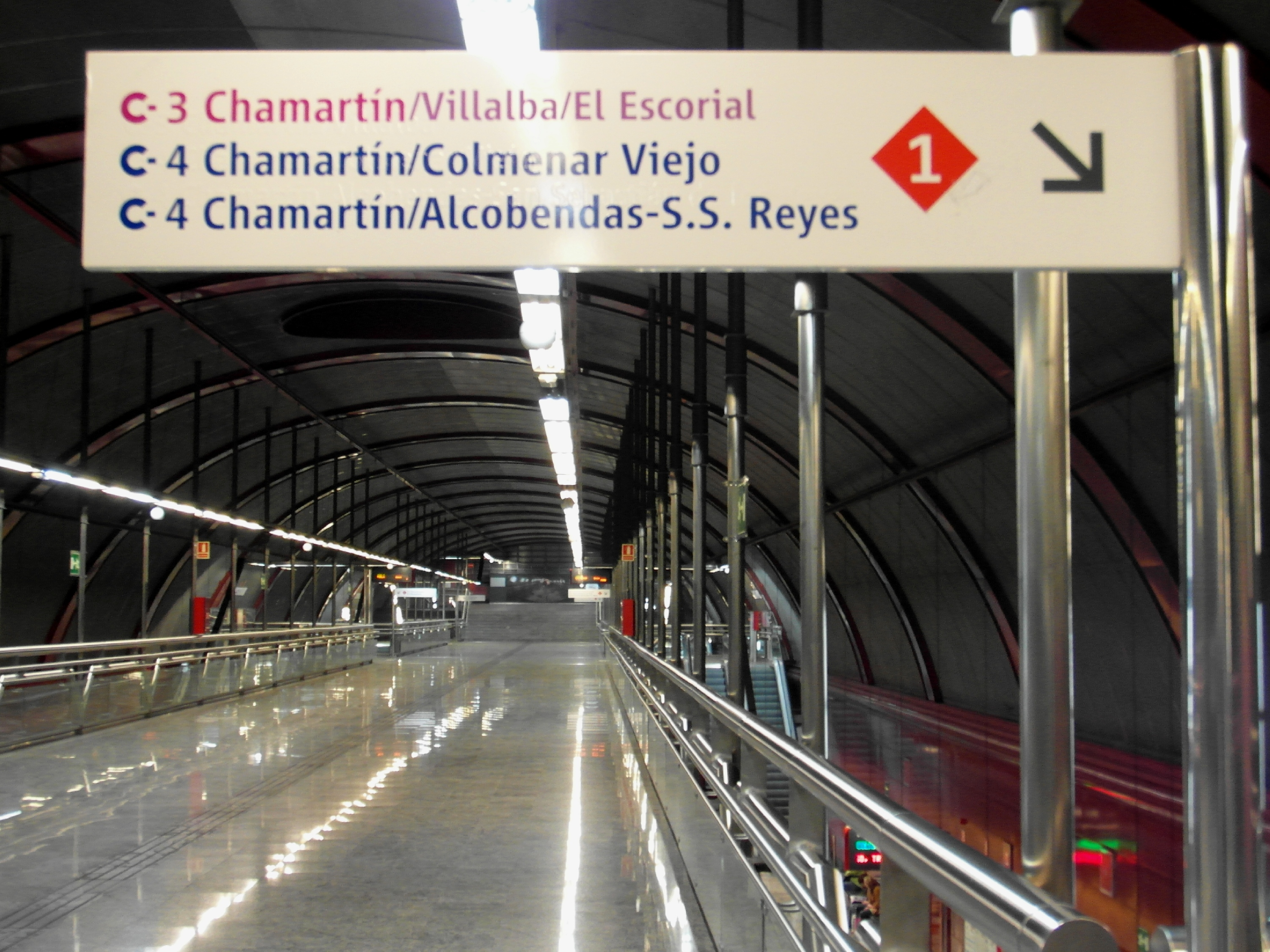
Panel informativo en la Estación de Sol

### Información al viajero
Todos los trenes cuentan con indicaciones por megafonía y paneles luminosos o pantallas de las estaciones por las que va pasando el tren (a excepción de los trenes de la línea C-9). Estos paneles luminosos o pantallas también informan de la hora y la temperatura exterior. También disponen de avisos acústicos y luminosos de aviso de cierre de puertas.
En todas las estaciones se pueden encontrar pantallas y/o paneles informativos sobre los trenes que efectúan parada, además se realizan avisos por megafonía a la llegada de los trenes. La información puede aparecer uno o dos minutos antes de la llegada del tren en las grandes estaciones, ya que la asignación de número de vía se hace en el momento que el tren está llegando a la estación.
A finales de marzo de 2012 comenzaron a anunciarse, a través de la megafonía de los trenes, las próximas paradas y sus correspondencias también en inglés.

### Billetes
Cercanías es parte del Consorcio Regional de Transportes de Madrid y, por tanto, utiliza su mismo sistema tarifario zonal, basado en coronas concéntricas alrededor de Madrid. Sin embargo, existen leves diferencias entre ambas zonificaciones:
- La Zona A del Consorcio está dividida en Zona 0 y Zona A para Cercanías. La Zona 0 incluye las estaciones de Madrid situadas dentro de la almendra central (Atocha, Recoletos, Nuevos Ministerios, Chamartín, Sol, Méndez Álvaro, Delicias, Pirámides, Embajadores y Príncipe Pío).
- Azuqueca y Guadalajara son consideradas por Cercanías como estaciones de la Zona C1 y C2, respectivamente (no de la E1).
- Aeropuerto T4 es una estación zona B2 a efectos de billetes de Renfe, no así para abonos transporte en los que se admite la zona A y B1.

El precio del billete depende del número de zonas atravesadas en el viaje (no en la distancia recorrida), y cuesta lo mismo los siete días de la semana. Este sistema, basado en zonas concéntricas, permite pasar dos veces por la misma zona sin gravar el precio del billete. Existen varios tipos de billetes válidos en Cercanías:
- Billete sencillo: Es un billete válido para una sola persona y para realizar un viaje en dos horas desde su adquisición.
- Ida y regreso: Permite hacer un viaje de ida y su regreso en el mismo día o el día siguiente. Su precio es justo el doble del billete sencillo.
- Bonotrén: Permite realizar 10 viajes durante 30 días consecutivos para uno o más viajeros para cualquier estación circunscrita en la zona para la que se ha sacado el billete (cualquiera de la B3, por ejemplo), o bien entre las zonas para las que se ha sacado el billete (cualquiera entre las zonas B1 y B3, por ejemplo).
- Abono mensual: Permite realizar dos viajes al día durante 30 días consecutivos para una sola persona.
- Abono transportes: Billete conjunto del Consorcio Regional de Transportes de Madrid, que permite realizar ilimitados viajes durante 30 días desde la primera validación para las zonas para las que se ha adquirido en toda la red de transporte de Madrid (cercanías, autobús, metro, metro ligero...).
- Abono turístico: Billete que permite viajar por toda la red de Cercanías del municipio de Madrid (Zona A), o de toda la comunidad, Toledo, Cuenca y Guadalajara (Zona T), durante un periodo de corta duración (de 1 a 7 días).

- Abono Trimestral Universitario: de uso exclusivo para personas en posesión del carné que le acredite como estudiante de la Universidad de Alcalá, Autónoma de Cantoblanco, Carlos III de Madrid o Universidad Rey Juan Carlos; o como personal laboral de alguna de estas dos últimas.

Las tarifas de Renfe Cercanías establecidas en enero de 2015 vienen expresados en la siguiente tabla:
| Zonas atravesadas | Billete sencillo (€) | Bonotrén (€) | Abono mensual (€) |
| ----------------- | -------------------- | ------------ | ----------------- |
| 1 o 2             | 1,70                 | 10           | 27,90             |
| 3                 | 1,85                 | 13,70        | 36,70             |
| 4                 | 2,60                 | 18,55        | 59,15             |
| 5                 | 3,40                 | 24,30        | 68,70             |
| 6                 | 4,05                 | 28,55        | 80,95             |
| 7                 | 5,50                 | 38,45        | 92,90             |

### Trenes CIVIS
Los trenes CIVIS del núcleo de Cercanías Madrid suelen operar en horario punta de mañana desde la periferia hacia Madrid y en horario de tarde desde Madrid a la periferia. De lunes a viernes laborables existe este servicio en las líneas siguientes:
| Línea | Recorrido                                   |
| ----- | ------------------------------------------- |
|       | Guadalajara - Fuente de la Mora - Chamartín |
|       | Aranjuez - Chamartín                        |
| /     | El Escorial - Villalba - Chamartín          |

Excepcionalmente, existía los sábados un servicio especial que realizaba el trayecto Chamartín <> San Martín de la Vega dando servicio al Parque de Ocio de Warner situado en dicha localidad, efectuando parada solo en algunas estaciones del recorrido. No figuraba como tal CIVIS, pero era similar a los CIVIS en su esquema de paradas. Fue suprimido cuando se clausuró la línea que daba servicio al Parque Warner Madrid.

#### CIVIS C-2 Guadalajara-Madrid-Chamartín
En la línea C2 circulan 5 trenes CIVIS por sentido entre Guadalajara y Chamartín. La curiosidad de este CIVIS es que no pasa por la estación de Atocha, sino que entra a la ciudad por el norte atravesando Sanchinarro hasta llegar a la estación de Chamartín, lo que supone un ahorro de viaje.
- Guadalajara
- Azuqueca
- Alcalá de Henares
- Torrejón de Ardoz
- San Fernando
- Fuente de la Mora
- Chamartín

Existe un Civis Universitario para los estudiantes de la Universidad de Alcalá desde octubre de 2004, que sale de la estación de Madrid-Chamartín a las 08:23 para llegar a la estación Alcalá de Henares-Universidad 33 minutos después. No existe servicio de vuelta a Madrid para el tren universitario y su recorrido es:
- Chamartín
- Fuente de la Mora
- Torrejón de Ardoz
- Alcalá de Henares
- Alcalá de Henares Universidad
- Azuqueca
- Guadalajara

#### CIVIS C-3 Madrid-Chamartín-Aranjuez
En la línea C3 circulan 3 trenes CIVIS entre Aranjuez y Chamartín y 3 entre Chamartín y Aranjuez.
- Chamartín
- Nuevos Ministerios
- Sol
- Atocha   ()
- El Casar
- Pinto
- Valdemoro
- Ciempozuelos
- Aranjuez

#### CIVIS C-8a/C-10 Madrid-Chamartín-Villalba/El Escorial
En la línea C10 circulan 4 trenes CIVIS por sentido entre Villalba/El Escorial y Chamartín:
- Chamartín
- Nuevos Ministerios
- Recoletos
- Atocha   ()
- Méndez Álvaro
- Delicias
- Pirámides
- Príncipe Pío
- Aravaca
- Pozuelo
- Las Rozas
- Pinar
- Villalba
- San Yago
- Las Zorreras
- El Escorial

Desde el año 2010, el Civis de la línea C-10 también efectúa parada en las estaciones de Aravaca y Pozuelo.

## Futuro
A lo largo de sus 391 kilómetros y casi 100 estaciones, Cercanías Madrid da servicio a 40 municipios de los que más del 90% se encuentran dentro de la Comunidad de Madrid. Sin embargo, durante sus casi 50 años de vida se ha ido ampliando para reducir la todavía existente población que no tiene acceso a este medio de transporte.

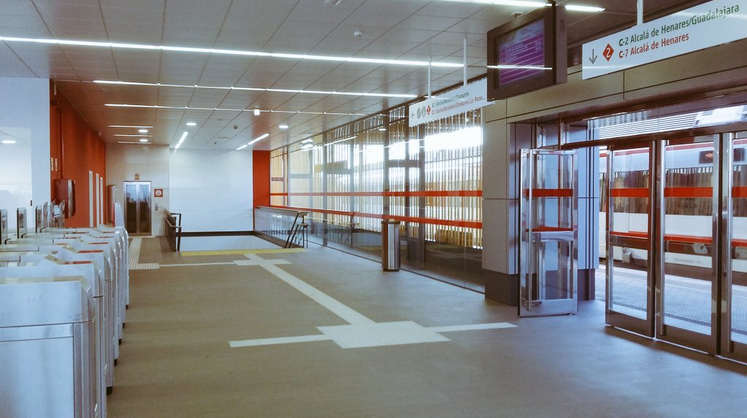
Vestíbulo de la nueva estación de Soto del Henares

### Plan de Cercanías 2023-2027

#### Actuaciones en ejecución
- Línea C-3: construcción de la estación de La Tenería, en Pinto, por importe de 10,6 millones de euros.[4]

- Línea C-4: construcción de la estación de Parla Norte, en Parla.

- Línea C-9: renovación integral de la línea.

- Alcalá de Henares: remodelación integral de la estación.

#### Actuaciones en redacción de proyecto
- Línea C-4b: construcción de las estaciones de Tres Cantos Norte, en Tres Cantos y Soto Sur, en Soto del Real.

- Línea C-10: construcción de la estación de Imperial, en Madrid.

#### Actuaciones anunciadas
- Línea C-5: reanudación de la ampliación de la línea desde Móstoles hasta Navalcarnero, con la construcción de 7 nuevas estaciones. Está actuación lleva suspendida por falta de fondos desde 2010. En 2025, el Ministerio de Transportes se comprometió a retomar las obras con la colaboración de la Comunidad de Madrid. El proyecto contempla reubicar la estación de Móstoles-El Soto al sur, continuar por la A-5 y dar cobertura al Parque Coimbra, el Centro Comercial Intu Xanadú (situado en Arroyomolinos) y acabar con dos estaciones situadas en Navalcarnero.

#### Construcción de nuevas estaciones en líneas ya existentes
| Nueva estación            | Línea | Situación administrativa/Referencia |
| ------------------------- | ----- | --- |
| Alonso Martínez (Madrid)  |       | Proyecto constructivo adjudicado (18/06/2004) Actualmente el proyecto está en suspenso por falta de acuerdo entre las administraciones |
| El Espartal (Valdemoro)   |       | Reclamada por el Ayuntamiento de Valdemoro (31/08/2006) pero no mencionado explícitamente en el Plan 2009-2015                         |
| O'Donnell (Madrid)        |       | Proyecto adjudicado (19/01/2007) pero no mencionado explícitamente en el Plan 2009-2015                                                |
| Parque Andalucía (Getafe) |       | Sin novedad desde la presentación del Plan 2009-2015Actualmente en construcción.                                                       |

#### Construcción de nuevas líneas y prolongación de otras ya existentes
| Línea                                                               | Estaciones | Situación administrativa/Referencia |
| ------------------------------------------------------------------- | --- | --- |
| (variante de nueva creación)                                        | Las Fronteras, Las Veredillas y La Zarzuela (Torrejón de Ardoz)                                                                  | En construcción A realizar por la Comunidad de Madrid, aparentemente como línea de Metro sobre vías de Cercanías |
|                                                                     | Plaza Norte, San Sebastián de los Reyes Norte, Ciudalcampo/Santo Domingo, San Agustín de Guadalix, Algete                        | Licitación del estudio informativo (24/09/2009) Estudio informativo adjudicado (25/09/2010) |
| Sur                                                                 | Parla Hospital y Torrejón de la Calzada/Torrejón de Velasco                                                                      | Licitación del estudio informativo (24/09/2009) Estudio informativo adjudicado (25/09/2010) |
| Humanes                                                             | Griñón, Cubas/Ugena/Casarrubuelos, Illescas Ferial, Illescas                                                                     | Estudio informativo adjudicado (05/11/2007) Información pública y audiencia del estudio informativo (30/06/2009), donde se menciona la estación de Illescas Ferial Licitación del proyecto constructivo (24/10/2009) Proyecto constructivo adjudicado (25/09/2010) Finalización de los trámites medioambientales (18/11/2011) |
| (variante de nueva creación)                                        | Majadahonda (centro) y Las Rozas (centro)                                                                                        | Licitación del estudio informativo (16/06/2009) Estudio informativo adjudicado (11/01/2010) |
| (ramal de nueva creación)                                           | Moncloa | Sin novedad desde la presentación del Plan 2009-2015 A realizar por la Comunidad de Madrid |
| De nueva creación                                                   | Mejorada del Campo | Presentación del estudio de viabilidad (14/12/2010) Licitación del estudio informativo (02/03/2011) Estudio informativo adjudicado (26/09/2011) |
| De nueva creación (Eje Transversal Este-Suroeste)                   | San Fernando, Canillejas, Avenida de América, Alonso Martínez, Príncipe Pío (y prolongación hacia Alcorcón o Leganés en estudio) | Licitación del estudio informativo (17/07/2009) Estudio informativo adjudicado (11/01/2010) |
| De nueva creación (solo estudio de viabilidad de ampliación desde ) | Villaviciosa de Odón | Sin novedad desde la presentación del Plan 2009-2015 |

#### Aumento de capacidad en diversos tramos
| Tramo                                | Línea | Efecto          | Situación administrativa/Referencia |
| ------------------------------------ | ----- | --------------- | --- |
| Pinar - Villalba                     |       | Cuadruplicación | Información pública y audiencia del estudio informativo (05/12/2009) Aprobado el estudio informativo (08/10/2013) Actualmente en construcción, pero solo el tramo Pinar de Las Rozas - Las Matas. |
| Pinto - Aranjuez                     |       | Cuadruplicación | Información pública y audiencia del estudio informativo (19/12/2009) A la espera de la Declaración de Impacto Ambiental (02/04/2012)                                                              |
| San Cristóbal de los Ángeles - Pinto |       | Cuadruplicación | Aprobación en Consejo de Ministros (14/09/2007) En construcción (actualmente obras paralizadas)                                                                                                   |
| Villalba - Alpedrete                 |       | Duplicación     | Información pública y audiencia del estudio informativo (05/12/2009) Aprobado el estudio informativo (08/10/2013)                                                                                 |

### Plan de Cercanías 2009-2015

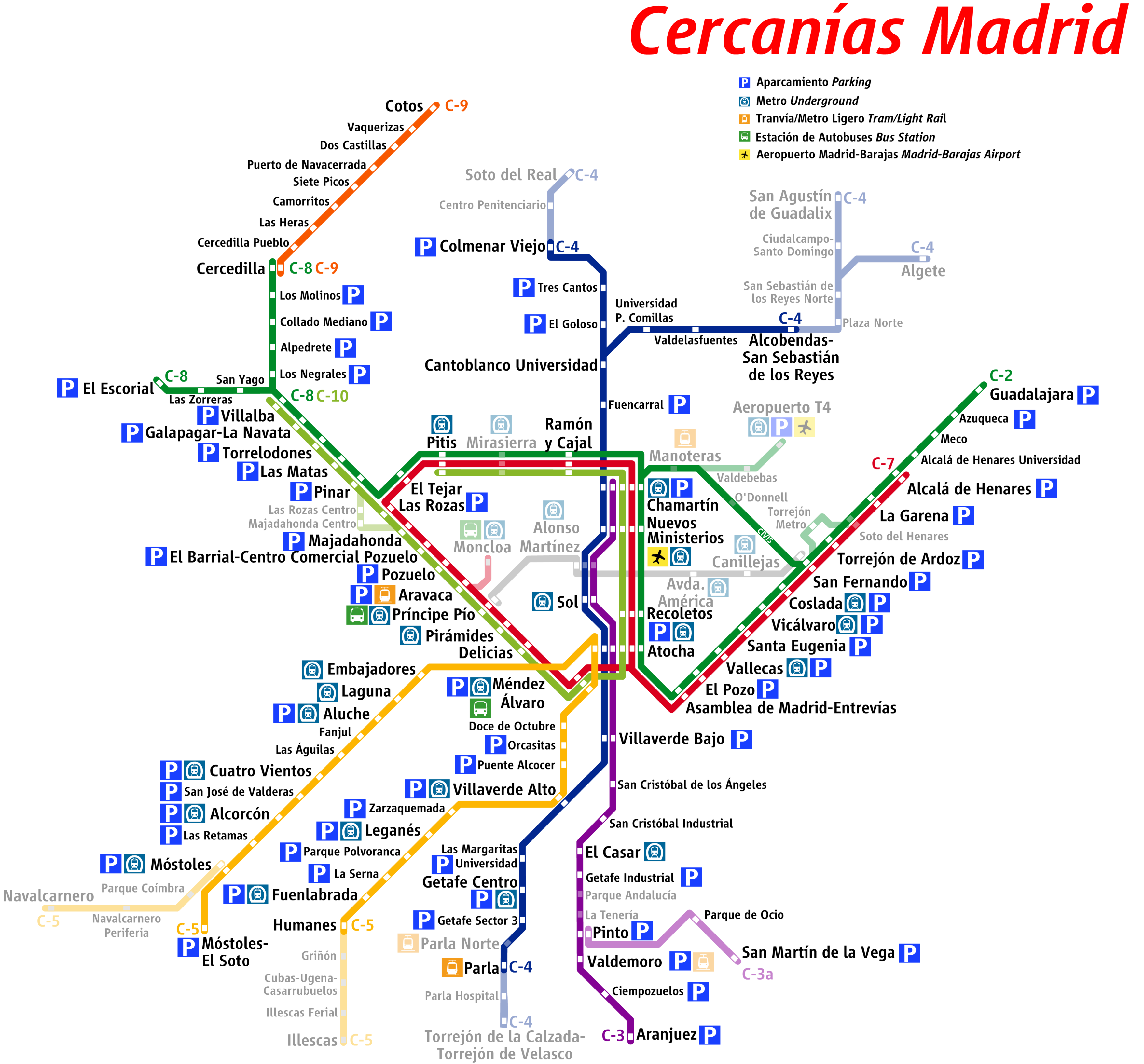
Plano de ampliaciones de Cercanías Madrid

El 20 de mayo de 2009 el Ministerio de Fomento presentó un plan de 5000 millones de euros para mejorar las Cercanías de Madrid, en colaboración con la Comunidad de Madrid. El Plan 2009-2015 preveía la construcción de al menos 25 nuevas estaciones (20 en líneas nuevas y las restantes en líneas existentes), con 5 nuevos intercambiadores (todos situados en el Eje Transversal Este–Suroeste), mejoras en las estaciones para la accesibilidad de personas con movilidad reducida, construcción de aparcamientos de disuasión y mejoras en los equipamientos de unas 55 estaciones. De esta manera, está previsto que la red llegue a 12 nuevos municipios (hasta alcanzar un total de 48), con 115 km de nuevas líneas (con una extensión total de 478 km) y 66 km más de vías dobles o cuádruples.

### Plan de Cercanías 2015-2018[29]
- Modernización de los trenes.
- Implantación de Wifi en trenes y estaciones (cumplido parcialmente).
- Mejoras en la accesibilidad (cumplido parcialmente).
- Implantación de la tarjeta sin contacto (cumplido, no integrada con la tarjeta del consorcio de transportes).[30]
- Sustitución de la iluminación por lámparas LED en trenes y estaciones.
- Apertura de la estación de Mirasierra-Paco de Lucía (05/02/2018).

### Plan de Cercanías 2018-2025
Este plan se publicó en marzo de 2018. Entre otras actuaciones, este plan contempla:
- Solucionar deficiencias y ampliar capacidad de las infraestructuras: cierre del túnel de Recoletos entre junio y noviembre de 2019 para renovación de señalética, mejora de la estación (ahora apeadero)...
- Mejorar la accesibilidad y señalética de estaciones (Getafe Industrial, Ramón y Cajal, Alcalá de Henares).[33]
- Renovación de trenes.
- Mejora en los servicios y frecuencias (C2 y C5): se crea un nuevo servicio CIVIS Guadalajara-Fuente de la Mora-Chamartín en la línea C2.[34]